# Вінаго тайванський
Віна́го тайванський (Treron formosae) — вид голубоподібних птахів родини голубових (Columbidae). Мешкає на Тайвані і на Філіппінах.

## Опис

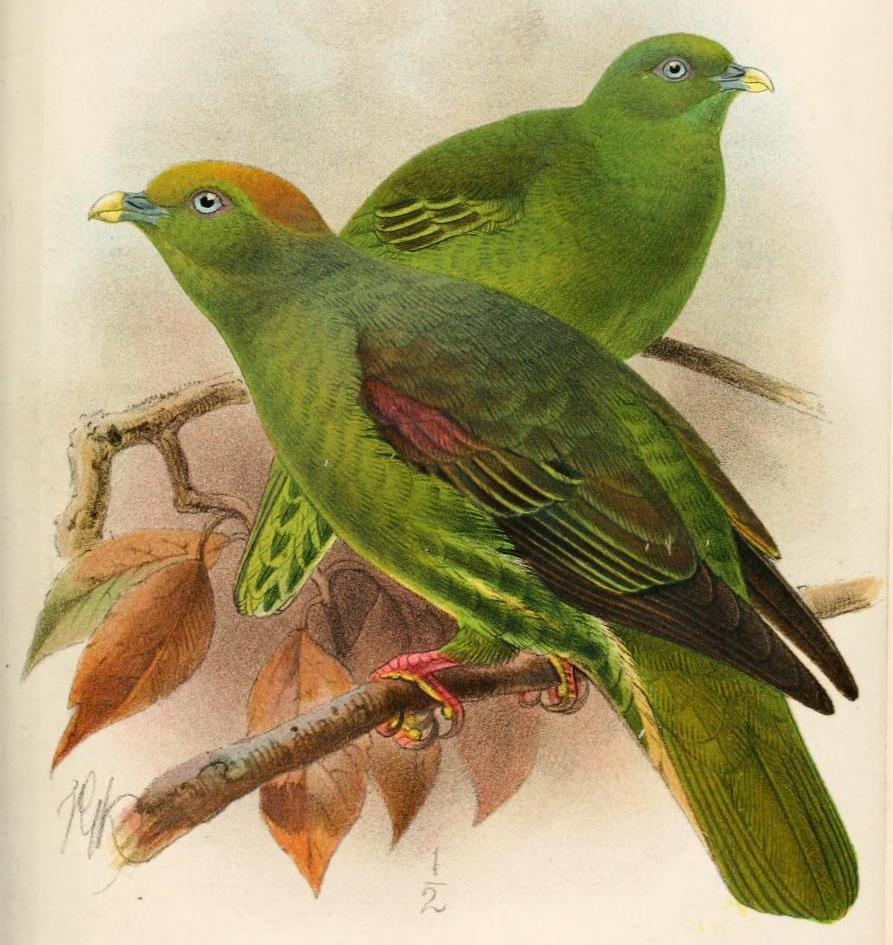
Тайванський вінаго

Довжина птаха становить 25–33 см. Довжина хвоста становить 10,2–12,1 см, довжина дзьоба 18–19 мм. У самців обличчя жовтувато-оливкове, тім'я і потилиця рудувато-коричневі або оранжеві. Шия тьмяно-сіро-оливкова, спина темно-зелена. Третьорядні покривні пера крил темно-рудувато-коричневі, другорядні покривні пера темно-зелені з рудувато-коричневими краями, першорядні покривні пера чорнуваті з широкими жовтими краями. Другорядні махові пера чорнуваті з вузькими жовтуватими краями, першорядні махові пер чорні. Нижня частина спини і верхні покривні пера крил темно-зелені, стернові пера дещо світліші, мають світлі краї. Підборіддя, горло, скроні та груди яскраво-зелені, живіт має жовтуватий відтінок. Гузка й нижні покривні пера хвоста, стегна жовтуваті, пера на них мають темно-зелені стрижні. Райдужки червоні, навколо очей кільця голої синьої шкіри. Восковиця і дзьоб біля основи яскраво-блакитні, кінець дзьоба більш сірий. Лапи червоні. У самиць лоб тьмяно-зелений, оранжева пляма на голові відсутня. спина і третьорядні покривні пера крил темно-зелені, нижня частина тіла більш тьмяна, темно-зелена.

## Підвиди
Виділяють два підвиди:
- T. f. formosae Swinhoe, 1863 — острови Тайвань і Ланьюй;
- T. f. filipinus Hachisuka, 1952 — острови Батанес і Бабуян[en].

## Поширення і екологія
Тайванські вінаго живуть у субтропічних широколистяних вічнозелених лісах, в парках і садах. Зустрічаються зграйками, на висоті до 2000 м над рівнем моря. Ведуть деревний спосіб життя. Живляться плодами. Гніздяться на деревах, гніздо являє собою невелику платформу з гілочок. У кладці 2 білих яйця.